# McConnells
McConnells é uma cidade  localizada no estado norte-americano de Carolina do Sul, no Condado de York.

## Demografia
Segundo o censo norte-americano de 2000, a sua população era de 287 habitantes.
Em 2006, foi estimada uma população de 324, um aumento de 37 (12.9%).

## Geografia
De acordo com o United States Census Bureau tem uma área de
8,9 km², dos quais 8,9 km² cobertos por terra e 0,0 km² cobertos por água.

## Localidades na vizinhança
O diagrama seguinte representa as localidades num raio de 20 km ao redor de McConnells.